# Utricularia warmingii
Utricularia warmingii — вид рослин із родини пухирникових (Lentibulariaceae).

## Біоморфологічна характеристика
Це однорічна трава з ентомофільним запиленням.

## Середовище проживання
Цей вид зустрічається в Болівії, Бразилії та Венесуелі. Додаткові записи з Колумбії в GBIF включені в цю оцінку.
Цей вид був зафіксований з мілководдя в сезонно затоплених низинних савані.